# 阿拉岡 (喬治亞州)
阿拉岡（英語：Aragon）是一個位於美國喬治亞州波爾克縣的城市。

## 地理
阿拉岡的座標為34°02′43″N 85°03′27″W / 34.04528°N 85.05750°W，而該地的平均海拔高度為226米（即741英尺）。

## 人口
根據2010年美國人口普查的數據，阿拉岡的面積為7.40平方千米，當中陸地面積為7.27平方千米，而水域面積為0.13平方千米。當地共有人口1252人，而人口密度為每平方千米169.19人。